# خسرو حيدري
خسرو حيدري ((بالفارسية: خسرو حیدری)؛ مواليد 14 سبتمبر 1983) هو لاعب كرة قدم إيراني يلعب حالياً لصالح استقلال كمدافع في دوري المحترفين الإيراني. كان خسرو حيدري عضواً في منتخب إيران تحت 23 سنة لكرة القدم، حيث شارك في دورة الألعاب الآسيوية 2006. تم استدعاءه إلى تشكيلة المنتخب الأول في يونيو 2007 استعداداً لبطولة اتحاد غرب آسيا لكرة القدم 2007. حقق أول ظهور له مع إيران في مباراة ضد فلسطين.

## مسيرته الكروية
لعب خسرو حيدري خلال مسيرته الاحترافية مع 6 أندية في سبعة عشر موسمًا وسجل خلالها 6 أهداف ضمن 378 مباراة. حيث فاز في موسمين بالكأس وفي ثلاثة مواسم بالدوري.
خاض خسرو حيدري مسيرته مع نادي أبو مسلم خراسان في موسم 2002–03 ولمدة موسمين، مشاركًا في 13 مباراة ولم يسجل أي هدف. ثم انتقل إلى نادي بيكان في موسم 2004–05 لمدة موسم واحد، حيث شارك في 29 مباراة سجل خلالها هدفًا واحدًا. لينتقل بعدها إلى نادي باس طهران في موسم 2005–06 ولمدة موسمين، مشاركًا في 47 مباراة سجل خلالها هدفًا واحدًا أيضًا. ثم انتقل إلى نادي باس همدان في موسم 2007–08 لمدة موسم واحد، مشاركًا في 31 مباراة ولم يسجل أي هدف. هذا وانتقل لاحقًا إلى نادي استقلال طهران في موسم 2008–09 في المرة الأولى ولمدة موسمين ثم في موسم 2011–12 ليلعب معه ثمانية مواسم، مشاركًا طوالها في 227 مباراة سجل خلالها 3 أهداف. ثم انتقل بعدها إلى نادي سباهان أصفهان في موسم 2010–11 لمدة موسم واحد، مشاركًا في 31 مباراة سجل خلالها هدفًا واحدًا.

## روابط خارجية
- خسرو حيدري على موقع الاتحاد الدولي (مؤرشف)  (الإنجليزية)
- خسرو حيدري على موقع قاعدة بيانات كرة القدم.إي يو (الإنجليزية)
- خسرو حيدري على موقع ناشيونال فوتبول تيمز (الإنجليزية)
- خسرو حيدري على موقع Soccerway.com (الإنجليزية)
- خسرو حيدري على موقع AS.com (الإسبانية)